# Stora Dammsjön, Västmanland
Stora Dammsjön är en sjö i Norbergs kommun i Västmanland och ingår i Norrströms huvudavrinningsområde. Sjön har en area på 0,0488 kvadratkilometer och ligger 118 meter över havet. Sjön ligger inom området för den stora skogsbranden i Västmanland 2014.

## Delavrinningsområde
Stora Dammsjön ingår i det delavrinningsområde (664871-152221) som SMHI kallar för Utloppet av Hörendesjön. Medelhöjden är 88 meter över havet och ytan är 35,84 kvadratkilometer. Räknas de 8 avrinningsområdena uppströms in blir den ackumulerade arean 145,13 kvadratkilometer. Svartån som avvattnar avrinningsområdet har biflödesordning 2, vilket innebär att vattnet flödar genom totalt 2 vattendrag innan det når havet efter 179 kilometer. Avrinningsområdet består mestadels av skog (59 procent) och jordbruk (13 procent). Avrinningsområdet har 6,24 kvadratkilometer vattenytor vilket ger det en sjöprocent på 17,4 procent.